# Pinus tropicalis
Espèce
Statut de conservation UICN

 VU B1ab(ii,iii,v)+2ab(ii,iii,v) : Vulnérable
Pinus tropicalis est une espèce de conifères de la famille des Pinaceae.

## Répartition

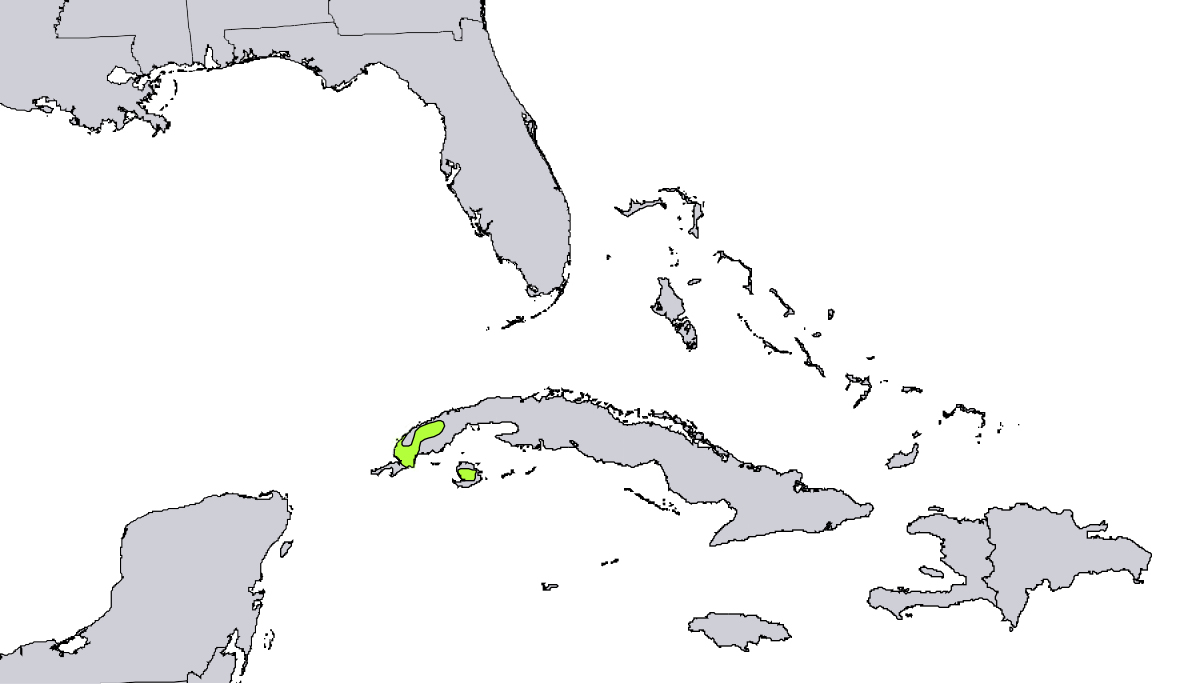
Carte de répartition de Pinus tropicalis.

Pinus tropicalis se trouve dans l’ouest de l’île de Cuba. 